# Alexandr Jarlanov
Alexandr Ígorevich Jarlanov –en ruso, Александр Игоревич Харланов– (Zarechny, 26 de octubre de 1995) es un deportista ruso que compitió en natación.
Ganó una medalla de oro en el Campeonato Mundial de Natación en Piscina Corta de 2016 y una medalla de oro en el Campeonato Europeo de Natación en Piscina Corta de 2017.

## Palmarés internacional
| Campeonato Mundial en Piscina Corta | Campeonato Mundial en Piscina Corta | Campeonato Mundial en Piscina Corta | Campeonato Mundial en Piscina Corta |
| Año                                 | Lugar                               | Medalla                             | Prueba                              |
| ----------------------------------- | ----------------------------------- | ----------------------------------- | ----------------------------------- |
| 2016                                | Windsor (Canadá)                    | Medalla de oro                      | 4 × 100 m estilos                   |
| Campeonato Europeo en Piscina Corta |                                     |                                     |                                     |
| Año                                 | Lugar                               | Medalla                             | Prueba                              |
| 2017                                | Copenhague (Dinamarca)              | Medalla de oro                      | 200 m mariposa                      |